# Naturreservat Scharga
Das Naturreservat Scharga (mongolisch Шарга, ᠰᠢᠷᠭ᠎ᠠ) ist ein Naturschutzgebiet in der Mongolei. Es liegt im Westteil der Mongolei im Gobi-Altai-Aimag und umfasst eine Fläche von 2860 Quadratkilometern. Es wurde im Jahr 1993 zusammen mit dem Naturreservat Manchan gegründet um die letzten Bestände der Mongolischen Saiga zu schützen.